# Glycymeris spectralis
Glycymeris spectralis is een tweekleppigensoort uit de familie van de Glycymerididae. De wetenschappelijke naam van de soort is voor het eerst geldig gepubliceerd in 1952 door Nicol.